# Banco Imobiliário
Banco Imobiliário é um jogo de tabuleiro lançado pela Brinquedos Estrela. É uma variação local do jogo internacionalmente conhecido como Monopoly, só que com um diferencial de cartas de sorte, variando de 20, 30, e até 40 cartas na versão Deluxe.
O jogo consiste na compra e venda de propriedades como bairro, casas, hotéis, empresas, de forma que vença o jogador que não for à falência, ou o jogador que tiver mais propriedades compradas em mãos.
Os jogadores podem trocar o banqueiro se a maioria dos competidores quiser, em uma votação.

## História
A Hasbro, detentora dos direitos de venda do jogo, os repassou à Estrela, que tornou-se a fabricante do Monopoly no Brasil, já com o nome de Banco Imobiliário.
No ano de 1944, quando a Brinquedos Estrela lançou o Banco Imobiliário, prever os rumos do mercado imobiliário era uma preocupação de empresários e pesquisadores brasileiros, tanto que foi neste ano, em janeiro, que a Fundação Getúlio Vargas (FGV) começou a medir o INCC (Índice Nacional de Custo da Construção). Na época, o índice se chamava ICC e era medido apenas na cidade do Rio de Janeiro, que era a capital federal do Brasil.
Com o tempo, a Hasbro desfez o acordo e passou a comercializar diretamente o produto no país, utilizando o nome original. A Estrela então realizou pequenas alterações nas regras e no design do tabuleiro e das peças, para diferenciá-lo do jogo original.

Em 2008, a Hasbro processou a empresa por conta do não pagamento dos royalties referente aos produtos que a Estrela vendia sob licença desde de 1970. O último contrato entre as empresas valia até 2007 e não foi renovado por conta da abertura de uma filial própria da Hasbro no país.  Em 2019, em primeira instância, ouve deferimento parcial ao pedido da Hasbro e em 2021, o Tribunal de Justiça de São Paulo confirmou a decisão e decidiu que a Estrela deveria destruir os brinquedos. Na decisão, foi definido que "Banco Imobiliário", "Detetive", "Cara a Cara", "Combate", "Super Massa", "Genius", "Jogo da Vida", "Jogo da Vida Moderna", "Vida em Jogo" e "Viraletras" são da Hasbro, "Comandos em Ação", "Comandos em Ação Falcon" e "Dona Cabeça de Batata" são de propriedade da Estrela, uma nova decisão em 14 de fevereiro de 2022 determinou a destruição apenas de "Super Massa".

## Configuração padrão
O tabuleiro normal do Banco Imobiliário possui bairros e ruas das duas maiores cidades do Brasil, São Paulo e Rio de Janeiro
| Parada Livre         | Parada Livre         | Bangu              | Sorte\Revés       | Botafogo            | Imposto de Renda              | Companhia de Navegação | Av. Brasil                      | Sorte\Revés               | Avenida Paulista  | Jardim Europa     | Vá para a Prisão        | Vá para a Prisão        |
| Parada Livre         | Parada Livre         |                    | Sorte\Revés       |                     | Imposto de Renda              | Companhia de Navegação |                                 | Sorte\Revés               |                   |                   | Vá para a Prisão        | Vá para a Prisão        |
| Morumbi              |                      | Banco Imobiliário  | Banco Imobiliário | Banco Imobiliário   | Banco Imobiliário             | Banco Imobiliário      | Banco Imobiliário               | Banco Imobiliário         | Banco Imobiliário | Banco Imobiliário |                         | Copacabana              |
| Lucros ou Dividendos | Lucros ou Dividendos | Banco Imobiliário  | Banco Imobiliário | Banco Imobiliário   | Banco Imobiliário             | Banco Imobiliário      | Banco Imobiliário               | Banco Imobiliário         | Banco Imobiliário | Banco Imobiliário | Companhia de Aviação    | Companhia de Aviação    |
| Interlagos           |                      | Banco Imobiliário  | Banco Imobiliário | Banco Imobiliário   | Banco Imobiliário             | Banco Imobiliário      | Banco Imobiliário               | Banco Imobiliário         | Banco Imobiliário | Banco Imobiliário |                         | Avenida Vieira Souto    |
| Sorte\Revés          | Sorte\Revés          | Banco Imobiliário  | Banco Imobiliário | Banco Imobiliário   | Banco Imobiliário             | Banco Imobiliário      | Banco Imobiliário               | Banco Imobiliário         | Banco Imobiliário | Banco Imobiliário |                         | Avenida Atlântica       |
| Companhia de Táxi    | Companhia de Táxi    | Banco Imobiliário  | Banco Imobiliário | Banco Imobiliário   | Banco Imobiliário             | Banco Imobiliário      | Banco Imobiliário               | Banco Imobiliário         | Banco Imobiliário | Banco Imobiliário | Companhia de Táxi Aéreo | Companhia de Táxi Aéreo |
| Avenida Pacaembu     |                      | Banco Imobiliário  | Banco Imobiliário | Banco Imobiliário   | Banco Imobiliário             | Banco Imobiliário      | Banco Imobiliário               | Banco Imobiliário         | Banco Imobiliário | Banco Imobiliário |                         | Ipanema                 |
| Rua Augusta          |                      | Banco Imobiliário  | Banco Imobiliário | Banco Imobiliário   | Banco Imobiliário             | Banco Imobiliário      | Banco Imobiliário               | Banco Imobiliário         | Banco Imobiliário | Banco Imobiliário | Sorte\Revés             | Sorte\Revés             |
| Sorte\Revés          | Sorte\Revés          | Banco Imobiliário  | Banco Imobiliário | Banco Imobiliário   | Banco Imobiliário             | Banco Imobiliário      | Banco Imobiliário               | Banco Imobiliário         | Banco Imobiliário | Banco Imobiliário | "                       | Jardim Paulista         |
| Avenida Europa       |                      | Banco Imobiliário  | Banco Imobiliário | Banco Imobiliário   | Banco Imobiliário             | Banco Imobiliário      | Banco Imobiliário               | Banco Imobiliário         | Banco Imobiliário | Banco Imobiliário |                         | Brooklin                |
| Cadeia               | Cadeia               |                    |                   | Companhia de Viação |                               | Companhia Ferroviária  |                                 |                           | Sorte\Revés       |                   | ⇐ Partida Receba € 200  | ⇐ Partida Receba € 200  |
| Cadeia               | Cadeia               | Avenida 9 de Julho | Avenida Rebouças  | Companhia de Viação | Avenida Brigadeiro Faria Lima | Companhia Ferroviária  | Av. Nossa Senhora de Copacabana | Avenida Presidente Vargas | Sorte\Revés       | Leblon            | ⇐ Partida Receba € 200  | ⇐ Partida Receba € 200  |

## Linha de Brinquedos
O Banco Imobiliário é a versão tradicional do jogo. O Super Banco Imobiliário é uma versão que possui cartões de crédito e débito no lugar de dinheiro. O Banco Imobiliário Luxo tem peças mais luxuosas: em vez de casas e prédios, há mansões e arranha-céus; o Banco Imobiliário Júnior tem a mecânica mais simples e pode ser jogado por crianças a partir de 6 anos (na versão tradicional, a indicação é para crianças a partir de 8 anos); o Banco Imobiliário Brasil traz pontos turísticos brasileiros que foram escolhidos por internautas em uma ação realizada pela Estrela em 2008; o Banco Imobiliário Sustentável é de material reciclável e foi o primeiro produto a usar plástico verde (seus peões são feitos com este polietileno obtido a partir da cana de açúcar). Já o Banco Imobiliário da linha Jogos de Cartas é uma versão compacta do jogo, pensada para viagens.
- Banco Imobiliário
- Banco Imobiliário Júnior
- Super Banco Imobiliário
- Banco Imobiliário Brasil
- Banco Imobiliário Sustentável
- Banco Imobiliário Luxo

## Super Banco Imobiliário
O Super Banco Imobiliário é uma versão do Banco Imobiliário que, ao invés de notas de dinheiro, é utilizado uma máquina de cartão de crédito e débito, tornando muito mais divertida a brincadeira e fazendo com que as crianças exercitem muito mais a sua memória.

### Conteúdo
- 1 tabuleiro
- 2 dados
- 6 pinos de plástico
- 28 títulos de posse
- 32 cartas notícias
- 80 casas plásticas
- 1 manual de instruções
- 6 cartões de crédito
- 1 máquina de crédito e débito (pilhas não inclusas)

### Tabuleiro
O tabuleiro é composto por propriedades (ruas, avenidas) que se agrupam em grupos de cores, ações de companhias, notícias (cartas de sorte e revés), feriados, prisão/visitas, camburão e o início que, ao passar, o jogador recebe o pró-labore, além da receita federal e o imposto de renda.
Propriedades e Companhias
- Av. 9 de julho
- Av. Brasil
- Av. Beira Mar

- Av. Rio Branco
- Av. do Estado
- Av. do Contorno

- Av. Rebouças
- Av. Santo Amaro
- Rua da Consolação

- Av. Morumbi
- Av. Higienópolis

- Av. São João
- Av. Ipiranga

- Rua Brigadeiro Faria Lima
- Av. Paulista
- Av. Recife

- Juscelino Kubitschek
- Rua Oscar Freire
- Av. Ibirapuera

- Av. Vieira Souto
- Av. Presidente Vargas
- Av. Niemeyer

- Ações do Banco Itaú
- Ações da TAM viagens
- Ações dos Postos Ipiranga
- Ações da Nivea
- Ações da Vivo
- Ações da Fiat

### Títulos de Posse
São cartões contendo o valor do aluguel, da construção e da hipoteca de cada propriedade e companhia.

### Notícias
São cartões que o jogador recebe ao longo do tabuleiro ao cair em casas "NOTÍCIAS". Estes cartões podem ser para o jogador pagar ou receber créditos no cartão.

### Crédito e Débito
O jogo acompanha uma máquina, na qual retira e adiciona crédito em um dos 6 cartões de crédito. A máquina e os cartões são patrocínios da MasterCard.

## Licenciamentos
Em licenciamentos, o Banco Imobiliário tem atualmente as versões Banco Imobiliário Disney e Banco Imobiliário Júnior Princesas Disney. No primeiro, estão à venda logradouros ligados ao Toy Story, Monstros S.A, Mickey, Princesas, entre outros. Entre os imóveis disponíveis, estão a Terra do Nunca, a Casa do Mickey, a Casa do Pooh, a Creche Sunnyside do filme Toy Story ou Radiator Spring do filme Carros. No segundo, os jogadores podem adquirir as propriedades mais valorizadas dos contos de fadas.

## Recepção
Em 2010, foi apontado como o brinquedo mais bem-sucedido em vendas na história do Brasil, com mais de 30 milhões de unidades vendidas.

## Versões Eletrônicas
O Banco Imobiliário também já teve duas versões eletrônicas lançadas pela Brinquedos Estrela: o Banco Imobiliário Geo e o Banco Imobiliário da Estrela Digital. No Banco Imobiliário da Estrela Digital, disponibilizado nas plataformas iOS, Android e Google Chrome, os imóveis adquiridos eram empreendimentos que existiam de verdade. No jogo, conforme a obra do imóvel evolui, o jogador que o comprou aumenta o valor recebido quando um oponente para em sua propriedade.
O Banco Imobiliário Geo foi o primeiro game de geolocalização do mercado brasileiro. Ligado ao Foursquare, ele permitia que qualquer lugar onde as pessoas estivessem se transformasse em uma casa do tabuleiro. Por exemplo, se o jogador estivesse no Parque do Ibirapuera, em São Paulo, poderia comprar o parque ao dar “check-in” no local. Quanto mais jogadores derem check-in no Parque do Ibirapuera, mais o imóvel fica valorizado. Qualquer lugar do mundo passível de ser detectado pelo GPS pode se transformar em uma casa do tabuleiro. Coliseu, Torre Eiffel, Estátua da Liberdade, qualquer lugar, mesmo que fora do Brasil, pode fazer parte do aplicativo brasileiro, desde que o jogador esteja presente no local para comprá-lo.
Cada vez que um jogador participa de uma partida, é apresentado a uma carta de Sorte ou Revés. Se tiver sorte, o usuário pode descobrir petróleo, por exemplo. Se tiver revés, pode ter de pagar impostos, multas etc. Além de interagir com o Foursquare, as ações realizadas no Banco Imobiliário Geo também podem ser compartilhadas via Facebook.